# Schweich Lectures on Biblical Archaeology
Die Schweich Lectures on Biblical Archaeology (deutsch Schweich Vorträge zur Biblischen Archäologie) sind eine Vortragsreihe zu Themen in Beziehung zur Biblischen Archäologie, die von der British Academy in London regelmäßig veranstaltet wird.
1907 stiftete Constance Schweich in Erinnerung an ihren Vater Leopold Schweich der British Academy 100.000 Pfund Sterling „devoted to the furtherance of research in the archaeology, art, history, languages and literature of Ancient Civilisation, with reference to Biblical Study“ („für die Förderung der Forschung in Archäologie, Kunst, Geschichte, Sprachen und Literatur der antiken Zivilisationen mit Beziehung auf die Biblischen Studien“). Aus dieser Stiftung wird u. a. diese Vortragsreihe gefördert. Dies war die erste größere Stiftung an die British Academy, die erst 1901 gegründet worden war und zunächst keine öffentlichen Zuschüsse erhielt. Die erste Schweich Lecture fand 1908 statt. Die Vorträge werden von der Oxford University Press publiziert.

## Liste der Schweich Lectures on Biblical Archaeology
- 1908 Samuel Rolles Driver: Modern Research as illustrating the Bible (gedruckt 1909) Volltext
- 1909 Robert H. Kennett: The Composition of the Book of Isaiah in the Light of History and Archaeology (1910) Volltext
- 1910 George Adam Smith: The Early Poetry of Israel in its Physical and Social Origins (1912) Volltext
- 1911 R. A. Stewart Macalister: The Philistines. Their History and Civilization (1913) Volltext
- 1912 Claude Hermann Walter Johns: The Relations between the Laws of Babylonia and the Laws of the Hebrew Peoples (1914) Volltext
- 1913 Francis Crawford Burkitt: Jewish and Christian Apocalypses (1914) Volltext
- 1914 Albin van Hoonacker: Une communauté judéo-araméenne à Éléphantine, en Égypte, aux VIe et Ve siècles av. J.-C. (1915) Volltext
- 1915 Édouard Naville: The Text of the Old Testament (1916) Volltext
- 1916 Leonard William King: Legends of Babylon and Egypt in relation to Hebrew Tradition (1918) Volltext
- 1917 Charles Fox Burney: Israel’s Settlement in Canaan. The Biblical Tradition and its Historical Background (1918) Volltext
- 1918 Arthur Ernest Cowley: The Hittites (1920) Volltext
- 1919 Robert Henry Charles: Lectures on the Apocalypse (1923) Volltext
- 1920 Henry St. John Thackeray: The Septuagint and Jewish Worship. A Study in Origins (1921) Volltext
- 1921 David Samuel Margoliouth: The Relations between Arabs and Israelites prior to the Rise of Islam
- 1922 Israel Abrahams: Campaigns in Palestine from Alexander the Great
- 1923 Moses Gaster: The Samaritans. Their History, Doctrines and Literature
- 1924 David George Hogarth: Kings of the Hittites
- 1925 Stanley A. Cook: The Religion of Ancient Palestine in the Light of Archaeology
- 1926 Theodore H. Robinson, Joseph W. Hunkin, Francis Crawford Burkitt: Palestine in General History
- 1927 Montague Rhodes James: The Apocalypse in Art
- 1928 Thomas Walker Arnold: The Old and New Testaments in Muslim Religious Art
- 1929 Thomas Eric Peet: A Comparative Study of the Literatures of Egypt, Palestine, and Mesopotamia. Egypt’s Contribution to the Literature of the Ancient World
- 1930 Eleasar Sukenik: Ancient Synagogues in Palestine and Greece
- 1931 Robert H. Kennett: Ancient Hebrew Social Life and Custom as Indicated in Law, Narrative and Metaphor
- 1932 Frederic G. Kenyon: Recent Developments in the Textual Criticism of the Greek Bible
- 1933 Stephen Langdon: Babylonian Menologies and the Semitic Calendars
- 1934 Ernst Herzfeld: Archaeological History of Iran
- 1935 S. H. Hooke: The Origins of Early Semitic Ritual
- 1936 Claude Schaeffer: The Cuneiform Texts of Ras Shamra-Ugarit
- 1937 John Winter Crowfoot: Early Churches in Palestine
- 1938 Adam C. Welch: The Work of the Chronicler. Its Purpose and its Date
- 1939 Jacob Leveen The Hebrew Bible in Art
- 1940 Sidney Smith: Isaiah Chapters XL–LV. Literary Criticism and History
- 1941 Paul E. Kahle: The Cairo Geniza
- 1942 Wilfred L. Knox: Some Hellenistic Elements in Primitive Christianity
- 1943 William Barron Stevenson: The Poem of Job. A Literary Study with a New Translation
- 1944 Godfrey Rolles Driver: Semitic Writing, from Pictograph to Alphabet
- 1945 Cyril John Gadd: Ideas of Divine Rule in the Ancient East
- 1946 Günther Zuntz: The Text of the Epistles. A Disquisition upon the Corpus Paulinum
- 1948 Harold Henry Rowley: From Joseph to Joshua. Biblical Traditions in the Light of Archaeology
- 1959 Roland de Vaux: L’archéologie et les manuscrits de la mer Morte
- 1963 Kathleen Kenyon: Amorites and Canaanites (1966)
- 1967 Edward Ullendorff: Ethiopia and the Bible
- 1970 Yigael Yadin: Hazor
- 1972 Charles Coüasnon: The Church of the Holy Sepulchre in Jerusalem
- 1976 Oliver R. Gurney: Some Aspects of Hittite Religion
- 1977 Colin H. Roberts: Manuscript, Society and Belief in Early Christian Egypt
- 1983 Donald John Wiseman: Nebuchadrezzar and Babylon
- 1984 Abraham Malamat: Mari and the Early Israelite Experience
- 1986 James Barr: The Variable Spellings of the Hebrew Bible
- 1995 Michael A. Knibb: Translating the Bible. The Ethiopic Version of the Old Testament
- 1998 Othmar Keel: Symbol Systems of Ancient Palestine, in the light of Scarabs and Similar Seal-amulets
- 2001 Roger Moorey: Idols of the People. Miniature Images of Clay in the Ancient Near East (2004)
- 2004 Lawrence E. Stager: Ashkelon, Seaport of the Canaanites and the Philistines
- 2007 Dennis Pardee: Ugaritic and the Beginnings of the West-Semitic Literary Tradition (2012)
- 2008 Graham Davies: Archaeology and the Bible. A Broken Link? (2011)
- 2010 Fergus Millar: Religion and Community in the Roman Near East: Constantine to Mahomet
- 2013 André Lemaire: Levantine Epigraphy and History in the Achaemenid Period
- 2016 Kay Prag: Re-excavating Jerusalem: Archival Archaeology
- 2019 George J. Brooke: The Dead Sea Scrolls as archaeological artefacts